# Будинок Київського магістрату
Будинок Київського магістрату або Київська ратуша — будівля, в якій з кінця XVII століття до 1811 року розташовувався орган самоврядування міста Києва — Київський магістрат; комплекс складався власне з самої ратуші та годинникової вежі. Містобудівна домінанта головної площі Подолу, Торговища, Ринку, Магістратської площі, нині відомої як Контрактова площа. Символ міського самоврядування Києва. Стояв на території скверу між Контрактовим будинком та Гостиним двором.

## Стара ратуша
| Іван Ушаков. Ратуша на фрагменті «Креслення міста Києва …», 1695 |  | Петро Юрченко. Реконструкція вигляду ратуші з XVII століття |

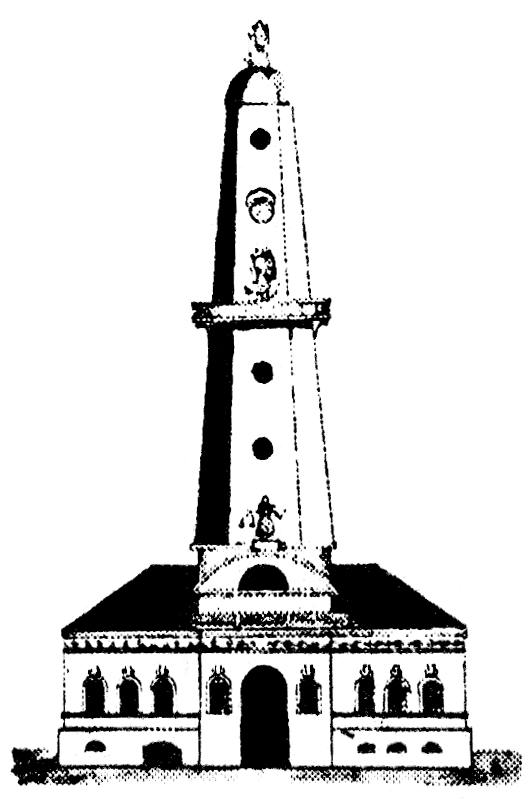
Вигляд ратуші з 1697 року

Першу Київську ратушу збудували ще на початку XVI століття на Подолі — центрі тогочасного міського життя, поблизу Братського монастиря. Збудована з дерева, згодом, вона неодноразово горіла і відбудовувалася. Про ратушу згадував відомий французький інженер Гійом Левассер де Боплан, який працював в Україні 1639 року, її малював голландський художник Абрагам ван Вестерфельд (1651 року). Зображена вона і на плані Києва російського військовика Івана Ушакова (1695 року).
Дещо видовжений двоповерховий будинок ратуші мав композицію із заломами, яка надавала йому монументальності. Другий поверх, вужчий і коротший за перший, освітлювався шістьма круглими вікнами. Круглі вікна з кольоровим склом широко застосовувались у світських та культових спорудах того часу. Над дахом у центрі видно надбудову зі шпилем. Загалом архітектура ратуші є близькою до архітектури дерев'яних палаців.
1697 року на місці дерев'яної будівлі зведено нову муровану ратушу, яка згоріла під час пожежі 1718 року.

## Нова ратуша

Ратуша на фрагменті панорами «Фасад Старокиївської фортеці та нижнього міста Києво-Подолу з Московського боку» Михайла Ражена, 1775–1786 роки

1737 року на місці ратуші, що згоріла, було збудовано нову кам'яну двоповерхову будівлю на пивницях. Велика за площею кам'яниця компактної симетричної структури мала дворядне анфіладне розпланування. В об'ємній композиції вісь симетрії виділяється 30-метровою восьмигранною вежею з круговим балконом і високою бароковою банею. Основний корпус був накритий високим мансардовим дахом і мав увінчаний фронтоном вишуканий ґанок з парадними сходами, звернений до фонтану «Феліціал», пізніша назва «Самсон». На вежі встановлено «дзиґар» — годинник, а також мідний горельєф архістратига Михаїла, котрий списом уражає змія. Фронтон вивершувала статуя давньогрецької богині правосуддя Феміди з мечем в одній руці і терезами — в іншій.

Андрій Меленський. Поземна проєкція будинку Київського магістрату

Ратуша на плані Києва 1803 року

На балконі, на верхньому ярусі, тричі на день грали 4 сурмачі; а внизу на терасі, влаштованій над парадним входом, вечорами грали музики. Всередині будинку містилися приміщення для управ, цехів, скарбниця, архів та дві зали для урочистостей, прикрашені портретами, дзеркалами, люстрами та двома «ковчегами», в яких зберігалися грамоти на міські права і привілеї; 15 січня 1798 року у цих залах відбулися перші контракти, які проходили тут і в 1799 та 1800 роках. У підвалах ратуші зберігались гармати та зброя цехової міліції. Від будинку ратуші починалися урочисті міські церемонії, пов'язані зі святкуванням «магдебургії» та іншими важливими подіями. Процесії за участі війта, бурмістра, райців, кінної міської міліції («Золотої корогви») та 15 міських цехів у старовинному урочистому одязі прямували до головної магістратської Успенської церкви й далі Покровською вулицею до місця хрещення киян.
Під час пожежі 1811 року будинок ратуші було значно пошкоджено. Його рештки розібрали 1815 року у зв'язку з переплануванням Подолу за класицистичним взірцем. Цеглу з нього пізніше використали для будівництва Контрактового будинку. Збереглися кресленики архітектора Андрія Меленського, які, ймовірно, були зроблені ним для відбудови ратуші.

## Плани побудови

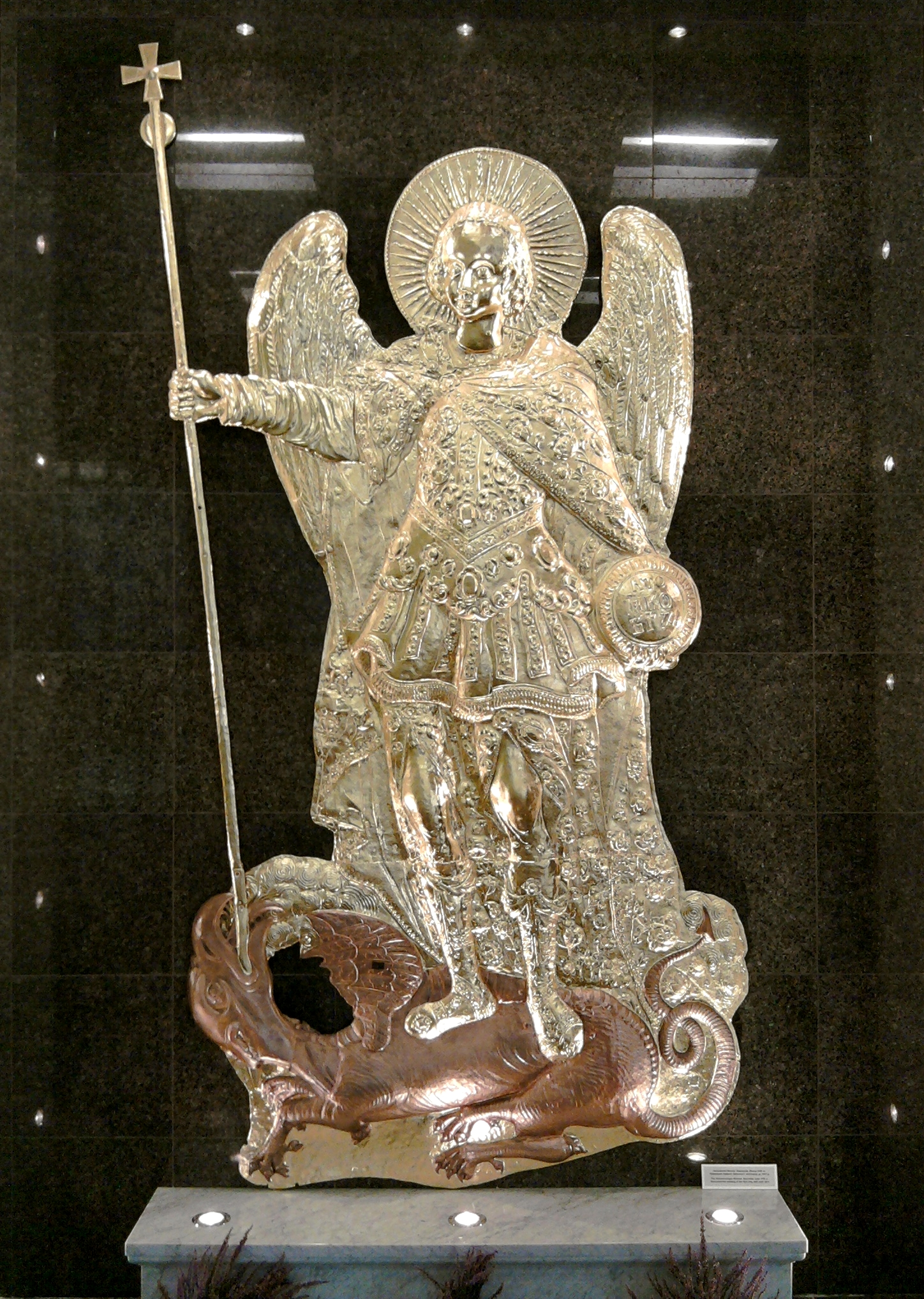
Горельєф архістратига Михаїла з фасаду ратуші. Музей історії Києва

1976 року було запропоновано відновити будинок магістрату згідно з «Проєктом реконструкції Контрактової площі на історичній основі». Автором проєкту виступила архітектор Валентина Шевченко. Того ж року проєкт схвалено на вчених радах Держбуду УРСР, містобудівній раді Головного архітектурно-планувального управління, в Союзі архітекторів України, затверджено міськвиконкомом Києва. Реалізація загальмувалася.
Київська міська рада повернулася до цієї ідеї лише 1999 року, під час святкування 500-річчя надання місту Магдебурзького права. Того ж року Кабінет Міністрів України включив неіснуючий будинок Київського магістрату до «Переліку видатних пам'яток історії та культури, які передбачається відтворити».
У 2000-і роки наміри будівництва згадали під новий привід — потребу реконструювати Контрактову площу до «Євро-2012».
2009 року в інституті «Укрпроектреставрація» було підготовлено науково-проєктну документацію на реставрацію та ремонт забудови з відновленням комплексу Вільяма Гесте та магістрату, реконструкцію інженерних мереж та благоустрій території. Автори проєкту: Олег Граужис, Лариса Цяук, Тетяна Філіпова.
15 жовтня 2009 року громада Києво-Могилянської академії висловила протест проти комерціалізації і захоплення публічного простору та закритого обговорення концепції перебудови Контрактової площі. Згодом КМА і ряд громадських організацій закликали владу провести публічне обговорення реконструкції Контрактової площі, а Центр археології Києва Інституту археології НАНУ виступив за створення підземного музею археології під Контрактовою площею, акцентуючи високу вартість археологічного шару на терені Подолу.
Йшлося про те, що на Контрактовій площі планують збудувати комплекс будівель за не реалізованим у XIX столітті «проєктом Вільяма Гесте» — 20 000 м², тобто торговий центр з підземною стоянкою для автівок. А поряд збираються відтворити будинок «Козацького магістрату» загальною площею 1500 м² для проведення офіційних прийомів Київською міською радою. Суперечність полягає в тому, що з цілого комплексу будівель свого часу запроєктованих Вільямом Гесте, був збудований лише Контрактовий будинок, а будівництво всього комплексу передбачало заміну ратуші.
8 липня 2010 року Відділ капітального будівництва та реконструкції Подільської РДА провів тендер загальною вартістю 4,6 млн грн., визначивши Творчу архітектурну майстерню «Ю. Лосицький» при КОНСА України за розробника проєкту реконструкції Контрактової площі та реставрації будівель і споруд на вулиці Сагайдачного, спорудження пам'ятника Петру Могилі, «відновлення» комплексу Гесте та магістрату.
В січні 2010 року в КМА було створено робочу групу, що мала на меті організувати і провести фахове обговорення «Концепції з програмою реконструкції, реставрації та благоустрою Контрактової площі та вул. Сагайдачного в Києві», із залученням широкого кола експертів — істориків, археологів, культурологів, архітекторів, юристів тощо; донести висновки фахового обговорення до громади міста і органів міської та районної адміністрації та надати організаційну підтримку у проведенні громадських слухань.

Магістрат в забудові Контрактової площі (проєкт)

24 лютого 2010 року відбувся круглий стіл на якому фахівці обговорили проєкт реконструкції Контрактової площі. Учасники столу виступили за збереження та підтримку у належному стані існуючих пам'яток, озеленення площі та перетворення її на пішохідну зону. Більшість учасників круглого столу заперечували будівництво на площі нових об'єктів, вбачаючи в подібних діях спосіб обійти заборону будівництва в історико-заповідній дільниці стародавнього Києва.
За словами голови КМДА Олександра Попова, реконструкція Контрактової площі розпочнеться одразу після закінчення реконструкції Андріївського узвозу і буде здійснюватися в рамках програми «Старий Київ» вже 2012 року. Як повідомлялося раніше, в 2012 році заплановано реставрацію фонтану «Самсон», коли основні роботи з «регенерації» Контрактової площі розпочнуться після проведення «Євро-2012», а саме розглядається можливість будівництва підземного археологічного музею і, можливо, підземної стоянки для автівок.
24-26 квітня 2012 року в Києві відбувся організований громадськими активістами «CANactions» Міжнародний семінар «Контрактова площа: сценарії розвитку». Жодна з чотирьох команд не розглядала можливості відбудови ратуші.
21 грудня 2012 року наказом міністра культури України № 1566 комплекс споруд Контрактової площі оголошено пам'яткою містобудування місцевого значення з охоронним номером 917 Кв.
Як повідомили медія в жовтні 2013 року в рамках реалізації проєкту «Київ самобутній» через чотири роки під Подолом з'явиться підземний археологічний музейний комплекс, що представлятиме культурний шар Подолу і складатиметься з двох поверхів розташованих на глибині від 12 метрів і більше.